# Chiesa di San Giovanni Bosco (Montesilvano)
La chiesa di San Giovanni Bosco è una chiesa di Montesilvano, in provincia di Pescara, di confessione cattolica.
La chiesa è ubicata nella via Lanciano, nel quartiere di Villa Verrocchio. Edificata su progetto dell'architetto Arrigo Rossi, la costruzione ebbe inizio nel 1958 su un terreno donato da Antonio Verrocchio e fu inaugurata nel 1963.

## Descrizione
La struttura ha pianta rettangolare a navata unica, in stile classico. La facciata a capanna è molto semplice, con portale a tutto sesto con cornice bianca, sormontato da un oculo, e dall'immagine di San Giovanni Bosco. Il campanile è una massiccia torre con finestre in vetro di colore rosa, fu costruito negli anni '90.
L'interno a navata unica è semplicemente decorato a destra da vetrate e a sinistra da piccole cappelle.
Le pareti laterali, nei muri portanti, mostrano il cemento a vista, l'altare maggiore ha la parete foderata di marmo nero con un Crocifisso monumentale. Lateralmente vi è una cassa con esposto il simulacro di San Giovanni Bosco.